# Strada Statale 28 bis del Colle di Nava
Bei der Festlegung 1928 der SS28 wurde auch ein Seitenast („Diramazione“) festgelegt, der als SS28bis ausgeschildert wurde. Dieser verläuft zwischen Ceva und Carcare mit einer Länge von 27 Kilometern und verbindet dabei die SS28 mit der SS29. Sie trägt den gleichen Titel „Del Colle di Nava“ wie die SS28, auch wenn diese nicht über den Pass führt. Durch ein Regionalisierungsgesetz von 1998 wurde sie zur Provinzialstraße abgestuft. Im Piemont wurde sie zur SP430 di Ceva, in Ligurien behielt sie ihre Nummer und Titel: SP28 bis del Colle di Nava. Parallel zu ihr verläuft die Autostrada 6, deren Richtungsfahrbahnen teilweise weit auseinander laufen. Östlich von Montezemolo wurde die Straße durch neue Brücken und einem Tunnel von einer Passstraße heruntergenommen. Auch um Millesimo wurde sie südlich herumgeführt.